# Lekka kolej w Phoenix

Schemat linii tramwajowej wraz z planowanymi przedłużeniami

Lekka kolej w Phoenix (ang. Metro Light Rail (Phoenix) − system lekkiej kolei działający w Phoenix w Stanach Zjednoczonych. 

## Historia
Tramwaje w Phoenix pojawiły się w 1887. Działały do 1948 kiedy to je zlikwidowano. Pod koniec lat 90. opracowano projekt usprawnienia komunikacji, nazwano go Transit 2000 Regional Transportation Plan (RTP). Częścią tego projektu miała być budowa systemów bus rapid transit (BRT) oraz lekkiej kolejki miejskiej. Budowa nowej linii tramwajowej ruszyła w 2005. 25 grudnia 2008 trasą przejechał zabytkowy tramwaj, natomiast oficjalne otwarcie nastąpiło 27 grudnia. 

## Linia
Uruchomiona linia lekkiej kolei miejskiej ma 32 km długości i łączy Phoenix, Tempe oraz Mesę. Przystanki znajdujące się na linii mają po 91 m długości oraz 4,9 m szerokości. Taka długość przystanków pozwala na zastosowanie składów złożonych z trzech tramwajów. Linię o długości 32 km pokonuje się w czasie 70 minut. 

## Plany rozbudowy
W ramach programu Proposition 400 przyjętego w 2004 ma powstać kilka odgałęzień od istniejącej linii. Obecnie w budowie znajduje się przedłużenie linii z Christown Spectrum Mall do Metrocenter Mall o długości 6,4 km.  Planowane otwarcie tego przedłużenia ma nastąpić w 2012. 

## Tabor
Po likwidacji tramwajów w 1948 zachowano jeden tramwaj o nr 116. Stał on w Arizona Street Railway Museum. Natomiast do oddanej do eksploatacji w 2008 linii zakupiono w grudniu 2003 36 tramwajów w japońskiej firmie Kinki Sharyo Co., Ltd. Tramwaje są dwukierunkowe, trzyczłonowe oraz w 70% niskopodłogowe. Tramwaje są wyposażone w trzy wózki: dwa z nich pod członami skrajnymi to wózki napędowe, a pod członem środkowym to wózek toczny i osiem par drzwi po cztery z każdej strony pojazdu. Każdy tramwaj o długości 27,45 m i szerokości 2,65 m może zabrać na miejscach siedzących 66 pasażerów, łączna pojemność tramwajów wynosi 212 pasażerów. 